# Saint-Germain-le-Châtelet
Saint-Germain-le-Châtelet è un comune francese di 612 abitanti situato nel dipartimento del Territorio di Belfort nella regione della Borgogna-Franca Contea.
Il territorio comunale è bagnato dalle acque del fiume Madeleine.

## Società

### Evoluzione demografica
Abitanti censiti